# 상전면
상전면(上田面)은 전북특별자치도 진안군의 면이다. 1999년에 면내의 유일한 학교였던 상전초등학교가 폐교되면서 지금은 학교가 없는 면이다.

## 개요
상전면은 전체 면적의 73%를 산악 지역이 치지하고 있으며, 동쪽은 동향면, 서쪽은 부귀면, 남쪽은 진안읍, 북쪽은 정천면, 안천면과 인접해 있으며, 상전면의 중앙을 남에서 북으로 흐르는 금강이 위치한다. 용담댐 건설로 인하여 경작지가 절대적으로 부족하여 영지버섯 등을 주작목으로 재배하고 있는 상태이다.

## 행정 구역
- 갈현리
- 구룡리
- 수동리
- 용평리
- 월포리
- 주평리

## 학교
- 상전초등학교 (폐교) - 전북특별자치도 진안군 상전면 수동리 967
- 용평초등학교 (폐교) - 전북특별자치도 진안군 상전면 용평리 386
- 주평초등학교 (폐교) - 전북특별자치도 진안군 상전면 주평리 1240